# تاريخ اليهود في لوس أنجلوس
قالب:Ethnic Los Angeles sidebar
يشكل اليهود في لوس أنجلوس حوالي 5.3٪ من سكان المقاطعة، مما يجعلهم الجالية اليهودية الأكبر في العالم خارج مدينة نيويورك وإسرائيل. يعيش 1.174 مليون يهودي في كاليفورنيا بشكل عام. هاجر اليهود إلى لوس أنجلوس منذ أن كانت جزءًا من ولاية ألتا كاليفورنيا المكسيكية، ولكن بدايتهم الواضحة كانت نهاية القرن التاسع عشر.
في عام 1900، قُدِرَ عدد اليهود الذين عاشوا في لوس أجلوس بنحو 2500 يهودي. بحلول عام 1930، إرتفع عدد اليهود الذين عاشوا في لوس أنجلوس إلى 65000 على الأقل.
أدى عدد السكان اليهود الكبير إلى تأثير كبير على ثقافة لوس أنجلوس. شهد السكان اليهود في لوس أنجلوس زيادة حادة في العقود العديدة الماضية، بسبب الهجرة الداخلية لليهود من الساحل الشرقي، فضلاً عن الهجرة من إسرائيل وفرنسا والاتحاد السوفيتي السابق والمملكة المتحدة وجنوب إفريقيا وأمريكا اللاتينية، وأيضًا بسبب ارتفاع معدل المواليد للمجتمعات الحسيدية والأرثوذكسية التي تشكل حوالي 10 ٪ من سكان المجتمع.

## تعداد السكان
يبلغ عدد السكان اليهود في لوس أنجلوس بحوالي 530.000 اعتبارًا من عام 2020. على الرغم من إجراء آخر مسح سكاني يهودي للمجتمع اليهودي في لوس أنجلوس في عام 1997، إلا أن دراسة منهجية للسكان اليهود في الولايات المتحدة أجراها مشروع السكان اليهود الأمريكيين التابع لمعهد شتاينهاردت للبحوث الاجتماعية تقدر أن مقاطعة لوس أنجلوس تضم ثاني أكبر عدد من السكان اليهود. في الولايات المتحدة، محتلة المرتبة الثانية بعد مدينة نيويورك. وهو خامس أكبر عدد من السكان اليهود في أي مدينة في العالم.

## يهود الفرس

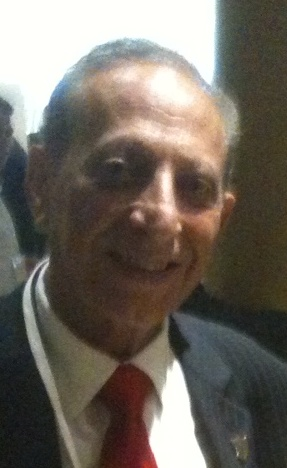
جيمي دلشاد، عمدة بيفرلي هيلز السابق، وأول عمدة يهودي فارسي في الولايات المتحدة

كانت منطقة لوس أنجلوس تضم أكبر عدد من اليهود الفارسيين في الولايات المتحدة اعتبارًا من عام 2008، حيث بلغ عددهم حوالي 50000.
الاتحاد اليهودي الأمريكي الإيراني (IAJF) في لوس أنجلوس هو منظمة غير ربحية بارزة كانت تخدم الجالية اليهودية الإيرانية في لوس أنجلوس الكبرى منذ واحد وأربعين عامًا. IAJF هي منظمة رائدة في جهودها لمكافحة معاداة السامية المحلية والعالمية، وحماية اليهود الإيرانيين في الداخل والخارج، وتعزيز مجتمع موحد، والمشاركة في الشؤون الاجتماعية والعامة، وتقديم المساعدة المالية والنفسية الاجتماعية للمحتاجين من خلال الأنشطة الخيرية، ولها نشاطات أخرى.
اجتذبت منطقة مدارس بيفرلي هيلز الموحدة، والمجتمع اليهودي الراسخ والأمن، اليهود الفرس إلى بيفرلي هيلز، وأصبحت المنطقة التجارية في المدينة تُعرف باسم «تهرانجليس» بسبب الملكية الفارسية للأعمال التجارية في المثلث الذهبي. بعد الثورة الإيرانية عام 1979 استقر حوالي 30 ألف يهودي إيراني في بيفرلي هيلز والمنطقة المحيطة بها. تمكن اليهود الإيرانيون الذين فقدوا أموالهم في إيران من التكيف بسرعة نظرًا لمستوى تعليمهم العالي والتبرعات الخارجية وخبرتهم في قطاع الأعمال. في عام 1988 استقر 1300 يهودي إيراني في لوس أنجلوس.
في عام 1990 كتب جون لام ميتشل من صحيفة لوس أنجلوس تايمز أن هؤلاء اليهود الإيرانيين "يعملون كجزء من مجتمع إيراني أكبر" لكنهم أيضًا "يشكلون في كثير من النواحي مجتمعًا خاصًا بهم" كما هم تمكنوا من عيش حياتهم مع المحافظة على ثقافة وطنهم - الذهاب إلى النوادي الليلية الإيرانية، والعبادة في المعابد اليهودية، والتسوق وشراء الملابس والمجوهرات من الشركات الإيرانية ". كانت هناك توترات أولية مع اليهود الأشكناز في المعابد بسبب سوء الفهم الثقافي والاختلافات في أنماط العبادة، ويرجع ذلك جزئيًا إلى أن بعض اليهود الإيرانيين لم يفهموا أنهم بحاجة للمساعدة في جهود جمع التبرعات ودفع المستحقات. هدأت التوترات بحلول عام 2009.

## الإسرائيليين

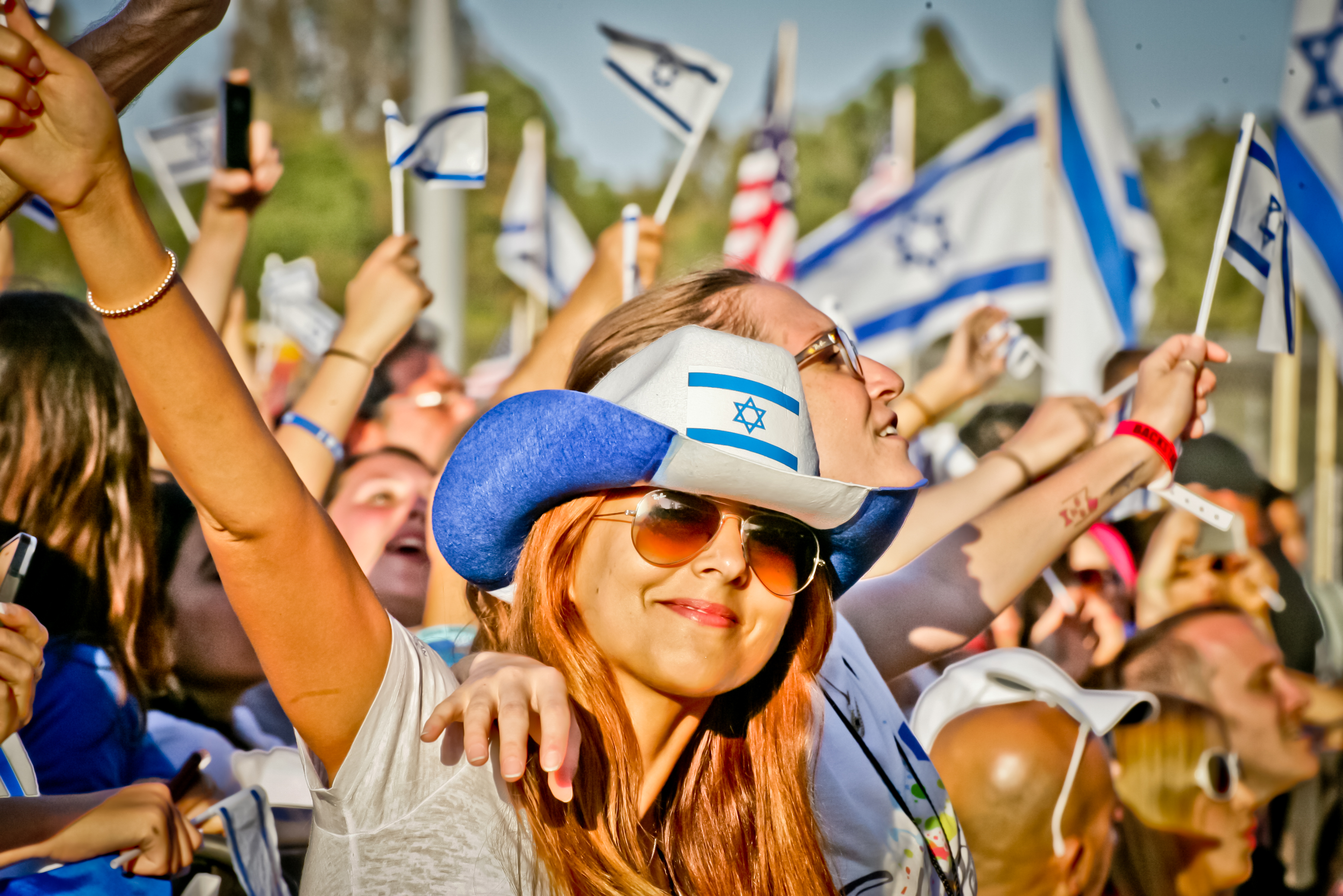
يحتفل الإسرائيليون وغيرهم من اليهود الأمريكيين بيوم هاتسموت في مهرجان احتفال إسرائيل في تشفيوت هيلز، لوس أنجلوس

لوس أنجلوس هي موطن لأكبر عدد من السكان في الشتات الإسرائيلي، حيث يعيش أكثر من 250 ألف أمريكي إسرائيلي في لوس أنجلوس، وفقًا للمجلس الإسرائيلي الأمريكي. الجالية الإسرائيلية في لوس أنجلوس تقطن بشكل رئيسي في وادي سان فرناندو وغرب لوس أنجلوس. تشتهر مجتمعات إنسينو وطرزانا على وجه الخصوص بعدد سكانها الإسرائيليين الكبير. العديد من الأمريكيين الإسرائيليين في لوس أنجلوس هم من الجيل الأول أو الثاني أو الثالث من الأمريكيين وهم من نسل مهاجرين إسرائيليين وصلوا في وقت مبكر من الخمسينيات. في حين أن البعض الآخر من المهاجرين الجدد الذين بدأوا في الانتقال إلى لوس أنجلوس في موجة الهجرة التي بدأت في السبعينيات استمرت حتى يومنا هذا. وصل المجتمع الأمريكي الإسرائيلي في لوس أنجلوس إلى مكانة بارزة في الأعمال التجارية المحلية والحكومة والثقافة. لوس أنجلوس هي موطن أول مركز مجتمعي إسرائيلي في العالم (ICC)، على غرار JCC، يقع في وادي سان فرناندو.

## يهود روس
لوس أنجلوس هي موطن لحوالي 25000 يهودي ناطق بالروسية، ولديها ثاني أكبر عدد من اليهود الروس من الاتحاد السوفيتي السابق في الولايات المتحدة، بعد مدينة نيويورك.

## اليهود اللاتينيون
اعتبارًا من عام 2006، كان هناك ما يقرب من 11000 يهودي لاتيني يعيشون في لوس أنجلوس وخاصة في منطقة ويست هيلز.

## يهود مغاربة
الجالية اليهودية المغربية في لوس أنجلوس هي واحدة من أكبر الجاليات في أمريكا الشمالية، ويقيم ما يقرب من 10000 يهودي مغربي في منطقة لوس أنجلوس، معظمهم في بيكو روبرتسون، وشمال هوليوود، وبيفرلي هيلز. كثير منهم ينحدرون من نسل أفراد المجتمع الذين هاجروا لأول مرة إلى الولايات المتحدة في أعقاب الحرب العالمية الثانية. جاء كثيرون آخرون في وقت لاحق في القرن العشرين من إسرائيل، ووصلوا في أوائل القرن الحادي والعشرين من فرنسا بسبب تزايد معاداة السامية هناك. معظمهم من أتباع اليهودية الأرثوذكسية، وبعضهم ينتمون إلى اليهودية الحريديّة والإصلاحية واليهودية المحافظة أيضًا. يوجد في المجتمع معابد يهودية خاصة بهم بالإضافة إلى مركز مجتمعي.

## روديسليس
قدرت منطقة لوس أنجلوس بأنها موطن لـ 900 نسمة من الرودسليس اعتبارًا من 2005. استقر أول أفراد الجالية اليهودية من رودس في حي لاديرا هايتس بداية من أوائل القرن العشرين. جاء الرودسليس إلى لوس أنجلوس هاربين من معاداة السامية ولأجل الفرصة. كانت لاديرا هايتس قلب المجتمع الرودسيلي لعقود. تحدث الرودسليسيون لغة ادينو في منازلهم، وأنشأوا المعبد الخاص بهم، ومركزاً للعبرية السفارديم. التي اندمجت لاحقًا مع معبد السفارديم تيفريث إسرائيل في عام 1993. ابتداءً من الستينيات والسبعينيات من القرن الماضي، بدأ الرودسليسيون بمغادرة لاديرا هايتس بسبب الخط الأحمر، وانتقلوا إلى أحياء أخرى في المدينة. تنتشر عائلة رودسليس اليوم في جميع أنحاء مقاطعة لوس أنجلوس ويخشى البعض منهم الاندماج في المجتمع اليهودي الأوسع في لوس أنجلوس وفقدان ثقافتهم وتقاليدهم الفريدة. لا يزال بعض أعضاء المجتمع يتحدثون لغة لادينو، وخاصة كبار السن أو المهتمين بشكل خاص بتاريخهم العرقي.
ابتداءً من منتصف القرن العشرين، بدأ المجتمع الرودسيلي في لوس أنجلوس عادة فريدة تستمر حتى يومنا هذا، وهي الرحلات السنوية إلى كاتالينا. في كل صيف، يصعد عدد من سكان رودسليس (40 اعتبارًا من عام 2005) على متن العبارة إلى جزيرة كاتالينا للشروع في رحلة جماعية حيث يمكنهم التواصل مع ثقافتهم وتاريخهم المشترك. صرح آرون حسون، وهو عضو مؤثر في المجتمع، للصحيفة اليهودية، «كان من الطبيعي أن يستقلوا قاربًا عبر المياه إلى جزيرة قريبة». يزورون جزيرة كاتالينا لأن موقعها يشبه موقع رودس في تركيا.
كانت جزيرة رودس الواقعة على البحر الأبيض المتوسط في يوم من الأيام مركزًا مهماً لمجتمع يهودي سفاردي بثقافته وعاداته الفريدة. عاش يهود رودس، الذين أطلقوا على أنفسهم اسم رودسليس، بسلام في ظل الحكم العثماني، وحافظوا على شكل القرون الوسطى للغة لادينو التي أخذوها معهم بعد محاكم التفتيش وطردهم من إسبانيا في عام 1492. غزا النازيين رودس في عام 1944، وكان يهود رودس من بين الكثيرين الذين حملوا في سيارات الماشية إلى معسكرات الاعتقال حتى وفاتهم. هاجر العديد من الروديسليس الذين نجوا من الهولوكوست وفروا من الحرب العالمية الثانية وما أعقبها إلى لوس أنجلوس، لأنه كان هناك مجتمع روديسلي موجود في جنوب لوس أنجلوس، وقد ذكّرهم مناخ البحر الأبيض المتوسط والساحل في المنطقة بوطنهم السابق.

## يهود اليمن
بداية من موجة الهجرة الإسرائيلية إلى لوس أنجلوس التي بدأت في منتصف القرن العشرين وما زالت مستمرة حتى يومنا هذا، جاء عدد من اليهود اليمنيين من إسرائيل إلى لوس أنجلوس واستقروا بشكل أساسي في مناطق بيكو روبرتسون، سانتا مونيكا، وإنسينو؛ حيث توجد العديد من المطاعم التي تقدم المأكولات اليهودية اليمنية. هناك عدد من المعابد اليهودية ذات التقاليد اليمنية، وأبرزها تيفريث تيمان في بيكو. كما يحضر العديد من اليمنيين معابد يهودية تقدم خدمات للمجتمع اليهودي المزراحي العام في المدينة.
في عام 1964، بدأ العشرات من أفراد الجالية اليمنية في تلاوة الصلاة باللهجة اليمنية بدلاً من العبرية في منازلهم وغرفهم المجتمعية وحتى في قبو أحد البنوك. في الأعياد الكبيرة كانوا يستأجرون غرفة في المعابد اليهودية المحلية. على مدى السنوات الثماني عشرة التالية لم يكن لدى اليمنيين كنيسهم الخاص. في خريف عام 1986، قاموا بشراء منزل من ثلاث غرف نوم في منطقة سكنية في شارع هايوورث ثم قاموا بتحويله لاستخدامه كأول كنيس يمني في لوس أنجلوس، تيفريث تيمان. وقد قوبلت هذه الخطوة بمعارضة من قبل بعض الجيران، بعضهم من اليهود، وكثير منهم ليسوا يهوداً وكانوا من البيض. الأمر الذي أدى إلى اتهامات بمعاداة السامية من قبل بعض أعضاء الكنيس. اجتذب الكنيس أيضًا المؤيدين، ومعظمهم من المجتمع اليهودي الأرثوذكسي المحلي. بدأ بعض سكان الحي الأرثوذكس الأكبر سناً في حضور الشعائر في تيفريث تيمان بدافع الراحة لأنه كان أقرب كنيس يهودي إلى منازلهم. قدم معارضو الكنيس شكاوى إلى مجلس تقسيم المدينة حيث كان المبنى مخصصًا للسكن. وقيل إن الكنيس يحظى بدعم عضو المجلس المحلي زيف ياروسلافسكي، الذي أعلن لاحقًا أنه محايد في مواجهة معارضة المجتمع. في عام 1987، خسر تيفريث تيمان معركة تقسيم المناطق وأمر بإغلاقها. إستؤنف هذا القرار لاحقًا من قبل رجال الدين. انتقل تيفريث تيمان في وقت لاحق إلى مبنى آخريتناسب مع تقسيم المناطق السليم، حيث لا يزال حتى اليوم.

## يهود جنوب افريقيا
اعتبارًا من عام 1986، كان أكثر من 500 يهودي من جنوب إفريقيا يقيمون في إيرفين، في مقاطعة أورانج خارج لوس أنجلوس. معظم يهود جنوب إفريقيا في لوس أنجلوس من الأرثوذكس ويذهبون إلى شول أو مركز حاباد.

## تاريخ
يتضمن تاريخ اليهود في لوس أنجلوس مساهمات مهمة في الفنون والثقافة والعلوم والتعليم والهندسة المعمارية والسياسة، وقد بدأ مع وصول جاكوب فرانكفورت حوالي عام 1841.

### القرن ال 19
في عام 1841 وصل جاكوب فرانكفورت إلى بويبلو دي لوس أنجليس المكسيكية في ألتا كاليفورنيا. كان أول يهودي معروف في المدينة. عندما تم قبول ولاية كاليفورنيا في الاتحاد عام 1850، سجل تعداد الولايات المتحدة أن هناك ثمانية يهود يعيشون في لوس أنجلوس.
كان موريس إل جودمان أول عضو في المجلس اليهودي في عام 1850 عندما أصبح بويبلو دي لوس أنجليس أيونتامينتو المجلس المشترك في لوس أنجلوس مع إقامة دولة أمريكية. عمل سولومون لازارد، تاجراً في لوس أنجلوس، في المجلس عام 1853، كما ترأس أول غرفة تجارية في لوس أنجلوس . كان أرنولد جاكوبي عضوًا في المجلس في 1853-1854.
بدأ جوزيف نيومارك، الحاخام العلماني، في إجراء أولى خدمات السبت غير الرسمية في لوس أنجلوس عام 1854.

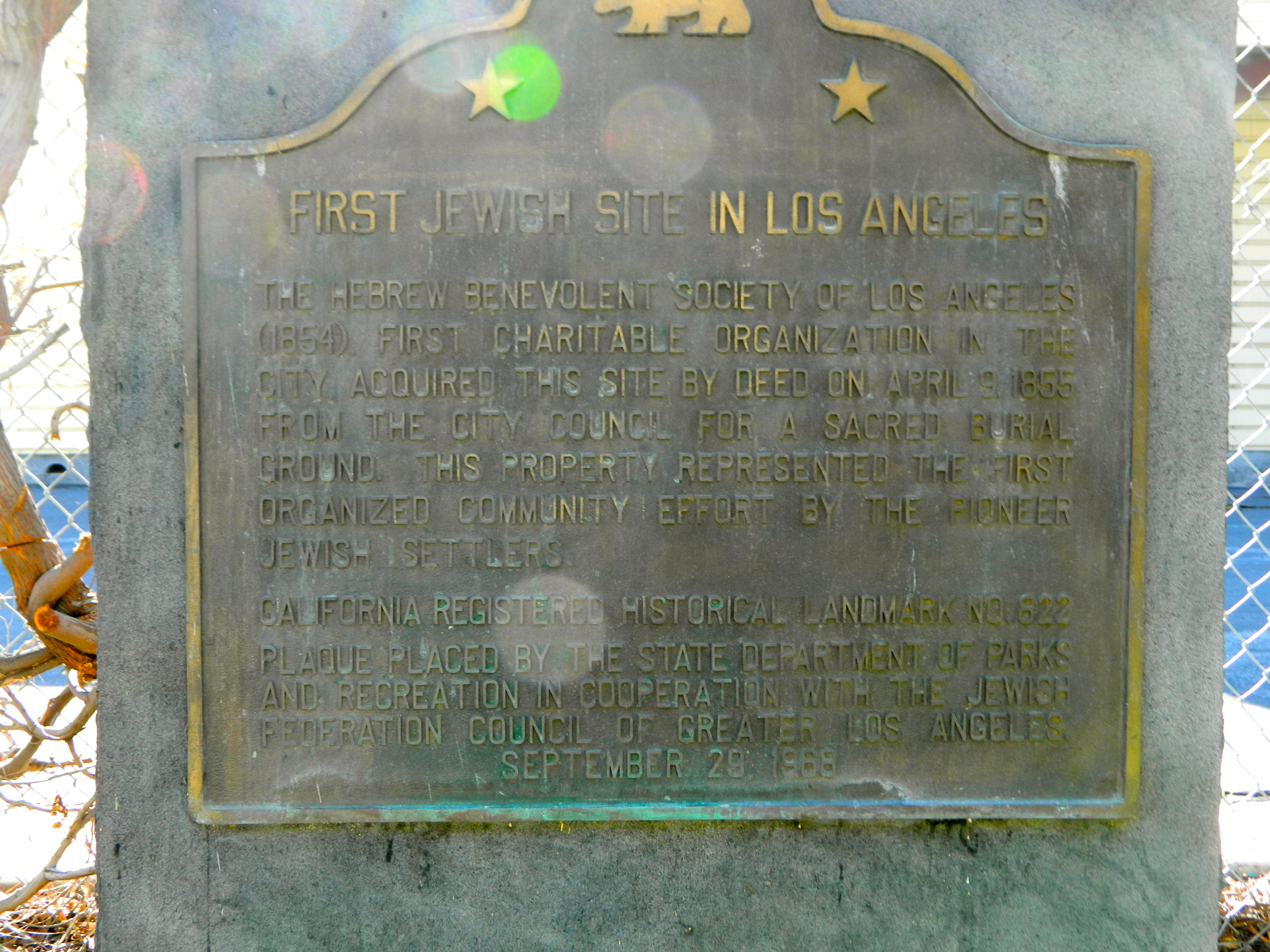
"أول موقع يهودي في لوس أنجلوس"
1855 مقبرة الجمعية العبرية الخيرية.

في عام 1854 وصل جوزيف نيومارك إلى لوس أنجلوس وساعد في تأسيس الجمعية العبرية الخيرية للمجتمع اليهودي المتطور، بعد تنظيم التجمعات في نيويورك وسانت لويس. كان أول جهد منظم للمجتمع اليهودي في لوس أنجلوس هو الحصول على موقع مقبرة من المدينة في عام 1855. تقع المقبرة العبرية الخيرية في لوكاوت درايف وليلاك تيراك، في شافيز رافين، وسط لوس أنجلوس. تقع العلامة التاريخية الحالية لـ «أول موقع يهودي في لوس أنجلوس» جنوب ملعب دودجر، خلف أكاديمية الشرطة، في منطقة إليسيان بارك. في عام 1910 نُقلَت الجثث إلى مقبرة منزل السلام في شرق لوس أنجلوس.
بدأت أقدم طائفة في لوس أنجلوس في عام 1862، طائفة إصلاحية، وهي جماعة معبد ويلشاير بوليفارد الحالية.
في عام 1865، نظم لويس لوين وتشارلز جاكوبي جمعية بايونير لوط التي طورت منطقة لوس أنجلوس الشرقية، والتي عُرفت فيما بعد باسم بويل هايتس.
في عام 1868 أسس أسياس دبليو هيلمان (1842-1920) وشركاؤه بنك المزارعين والتجار في المدينة. في عام 1879 كان عضوًا في مجلس الأمناء لإنشاء جامعة جنوب كاليفورنيا الجديدة. في عام 1881 عين هيلمان وصيًا على جامعة كاليفورنيا، وأعيد تعيينه مرتين، وخدم حتى عام 1918.

### القرن ال 20
خلال الفترة من عام 1900 إلى عام 1926 لم يكن هناك حي يهودي مميز. عاش 2500 يهودي في «وسط المدينة» الذي كان يوصف في عام 1910 بشارع المعبد (الشارع اليهودي الرئيسي) والمنطقة الواقعة إلى الجنوب منه. في عام 1920، اتسعت التسمية لتشمل شارع سنترال أفينيو. مجموعات أصغر عاشت في مناطق الجامعة، ويستليك، والجملة. باستثناء الجامعة، انخفضت هذه المناطق بشكل مطرد بين عامي 1900 و 1926.
في عام 1900 صرح اثنان من مؤرخي الجالية اليهودية أنه «كان هناك عدد قليل جدًا من اليهود لتشكيل منطقة يهودية نهائية».
في عام 1900، كان هناك 2500 يهودي. ثم أرتفع العدد إلى 5795 يهوديًا في عام 1910، و 10000 في عام 1917، و 43000 في عام 1923، و 65000 في منتصف العشرينات.
في عام 1902، انشئ مستشفى كاسباري كوهن (1902-1910)، والذي أصبح فيما بعد مستشفى أرز لبنان (ميلروز / فيرمونت)، وفي النهاية مركز سيدارز سيناي الطبي، في أنجيلينو هايتس. من عام 1902 إلى عام 1905، عالجت مرضى السل من المصانع المستغلة للعمال في الشرق، حتى أجبرهم الجيران الأغنياء على التوقف عن علاج مرضى السل.
نظم معبد سيناء في عام 1906. كان أول مجمع محافظين في لوس أنجلوس وأول كنيس يهودي للمحافظين بُنيَ غرب شيكاغو. منذ الانتهاء في عام 1909 حتى عام 1925، كان المصلون يعبدون في شارع 12 وشارع فالنسيا. انتقل المصلين إلى ويستوود في عام 1961. في عام 2013، بيعَ المبنى إلى كريج توبمان الذي أنشأ مشروع اتحاد بيكو غيرالربحي وهو مركز متعدد الأديان والثقافات. في عام 1911، بدأت الجمعية العبرية للمأوى، وأصبحت في النهاية المنزل اليهودي للمسنين، الآن في ريسيدا.
في عشرينيات القرن الماضي، بعد فترة أولية في الشمال الشرقي والغرب الأوسط، انتقلت أعداد كبيرة من المهاجرين اليهود وعائلاتهم إلى لوس أنجلوس، مما جعل بويل هايتس موطنًا لأكبر مجتمع يهودي غرب شيكاغو. ومع ذلك، حدد قانون جونسن ريد للهجرة لعام 1924 حصصًا سنوية للمهاجرين من أوروبا وحد بشكل حاد من هجرة جنوب وشرق أوروبا. ومع ذلك، استمر عدد السكان اليهود في لوس أنجلوس في الزيادة بسرعة مع انتقالهم إلى الغرب.
في عام 1927، افتتح آي أم هاتيم، وهو يهودي سفاردي، أول سوبر ماركت في أمريكا. خصص أول كنيس سفاردي في لوس أنجلوس عام 1932.
عُقد اجتماع جماهيري في قاعة فلهارمونك للاحتجاج على معاملة اليهود في ألمانيا في عام 1935. في عام 1936 أسس مجلس الجالية اليهودية في لوس أنجلوس، مجلس الاتحاد اليهودي الحالي. في عام 1940، كانت لوس أنجلوس سابع أكبر عدد من السكان اليهود في جميع المدن في الولايات المتحدة. بدأت أعداد كبيرة من اليهود بالهجرة إلى لوس أنجلوس بعد الحرب العالمية الثانية. استقر 2000 يهودي شهريًا في لوس أنجلوس عام 1946. عاش ما يقرب من 300000 يهودي في لوس أنجلوس بحلول عام 1950. عاش أكثر من 400 ألف يهودي في لوس أنجلوس، حوالي 18٪ من إجمالي السكان، بحلول نهاية الخمسينيات من القرن الماضي. بحلول نهاية السبعينيات، كان يعيش أكثر من 500000 يهودي في لوس أنجلوس.
وصل حوالي 1500 يهودي سوفيتي إلى لوس أنجلوس بحلول 4 ديسمبر من ذلك العام في عام 1989. توقعت سلطات منطقة لوس أنجلوس وصول 850 يهوديًا سوفيتيًا إضافيًا في الشهرين المقبلين.
لعب اليهود دورًا في إنشاء أو تطوير العديد من المؤسسات التجارية والثقافية في لوس أنجلوس، بما في ذلك صناعات الترفيه [الإنجليزية] والأزياء والعقارات. 

### القرن ال 21
بعد انتخابات عام 2013، أصبح عضو مجلس المدينة إريك غارسيتي أول رئيس بلدية يهودي منتخب في المدينة. كان قد شغل سابقًا منصب رئيس المجلس وأعيد انتخابه عمدة في عام 2017.

### الهجرة الأخيرة
اعتبارًا من عام 1996، كان معظم المهاجرين من إسرائيل إلى لوس أنجلوس من اليهود المتحدثين بالعبرية.

## تاريخ اليهود في صناعة الترفيه

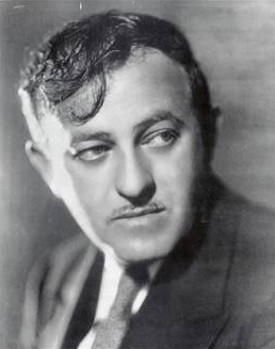
بن هيشت، أحد أول الفائزين اليهود بجائزة الأوسكار، وفاز بجائزة الأوسكار الافتتاحية لأفضل قصة عن فيلمه عام 1927 Underworld.

لعب اليهود دورًا رئيسيًا في صناعة السينما في هوليوود خلال النصف الأول من القرن العشرين. أنشئت مترو غولدوين ماير، وتونتيس سينشري فوكس، وكولومبيا بيكتشرز، وباراماونت بكتشرز، ويونيفيرسل، ووارنر بروس. وكان جميعهم من المهاجرين الجدد أو أطفال المهاجرين من ألمانيا وأوروبا الشرقية. كتب نيل جابلر في كتابه «إمبراطورية خاصة بهم» أنه في صناعة السينما، «لم تكن هناك أي من العوائق التي تفرضها المهن العليا والأعمال التجارية الأكثر رسوخًا لإبعاد اليهود وغيرهم من غير المرغوب فيهم». أدعى جابلر أيضًا أنه بسبب التمييز في أمريكا ذات الغالبية العظمى من WASP بسبب يهوديتهم، «يمكن لليهود ببساطة إنشاء دولة جديدة - إمبراطورية خاصة بهم - إذا جاز التعبير- أمريكا حيث كان الآباء أقوياء، والعائلات مستقرة، الناس جذابة، ومرنة، وواسعة الحيلة، ولائقة». كان الحلم الأمريكي في القرن العشرين إلى حد كبير صورته وتعريفه هوليوود.
وسرعان ما هاجم البروتستانت صناعة السينما باعتبارها مؤامرة يهودية لتقويض الأخلاق «المسيحية» و «الأمريكية»، خاصة في فترة الهجرة الواسعة النطاق من جنوب وشرق أوروبا. مثل هذه المعتقدات في السيطرة والسلطة والتآمر اليهودي هي عناصر تقليدية للتفكير المعادي للسامية. كان دور هؤلاء «يهود هوليوود» محل نقاش لسنوات، ولكن أتفق على شيء واحد: معظمهم تجنبوا تعريف أنفسهم على أنهم يهود على الإطلاق، لأن رغبتهم الرئيسية كانت الاندماج والقبول من قبل المؤسسة البيضاء غير اليهودية. أثار بعض الأمريكيين الأفارقة، الغاضبين من الصور السلبية للسود في الأفلام والعدد القليل من المخرجين والمنتجين السود الرئيسيين من العقد الأول من القرن العشرين إلى الستينيات، اتهامات بأن اليهود في هوليوود كانوا يمثلون قوالب نمطية ويستبعدون السود بشكل غير عادل. رد قادة هوليوود بأنه لا توجد مؤامرة تسيطر على هوليوود وأن اليهود في الصناعة كانوا يقودون المؤيدين للقضايا الليبرالية، بما في ذلك الحقوق المدنية وتوسيع مشاركة السود في الصناعة.

## جغرافية
استقر اليهود الأرثوذكس منذ أواخر الستينيات بشكل متزايد في هانكوك بارك. اليوم، هانكوك بارك (بالإضافة إلى منطقة بيفرلي-لا-بريا المجاورة) هي موطن لنمو سريع في عدد السكان اليهود تشاسدك مع تمثيل غالبية السلالات تشاسدك بأعداد كبيرة.[بحاجة لمصدر] اعتبارًا من عام 1990، كان غالبية الإيرانيين في بيفرلي هيلز يهودًا. بحلول ذلك العام، أنشأت العديد من المطاعم والشركات الإيرانية في جزء من ويستوود بوليفارد جنوب شارع ولشر بوليفارد. استقر اليهود بشكل متزايد في مدينة لوس أنجلوس في وادي سان فرناندو وفي مدينة ثاوزند أوكس فالي كونيجو.
عندما استقر اليهود في لوس أنجلوس، كانوا موجودين في الأصل في منطقة وسط المدينة. دفع التوسع الصناعي في منطقة وسط المدينة اليهود إلى إيستسايد لوس أنجلوس، حيث تشكلت الجالية اليهودية في لوس أنجلوس في الأعوام 1910-1920. كانت منطقة بروكلين أفنيو - منطقة بويل هايتس ومنطقة تيمبل ستريت ومنطقة سينترل افنيو هي نقاط استيطان اليهود في تلك الفترة.
في عشرينيات القرن الماضي، رأى السكان اليهود أن بويل هايتس هي قلب الجالية اليهودية. في عام 1908 كان في بويل هايتس ثلاث عائلات يهودية. في عام 1920 كان هناك 1842 عائلة يهودية. في منتصف العشرينات من القرن الماضي، كان حوالي 33٪ من جميع اليهود في لوس أنجلوس يعيشون في بويل هايتس. بحلول عام 1930، عاشت ما يقرب من 10000 عائلة يهودية في بويل هايتس. منذ عام 1953، كان كل ممثل عن الدائرة الخامسة لمجلس المدينة يهوديًا.
بحلول الثمانينيات، انتقل عدد كبير من اليهود إلى حي بيكو روبرتسون في ويستسايد في لوس أنجلوس. لقد انضموا إلى مجتمع قائم بالفعل من اليهود الأشكناز الألمان الذين استقروا في المنطقة في عام 1910، ومجموعة جديدة من اليهود الإيرانيين الذين فروا من الثورة. اليوم، الحي هو موطن لمجتمع يهودي كبير، مع أكثر من ست مدارس يهودية خاصة رئيسية، وأكثر من ثلاثين مطعم كوشير (بما في ذلك الصينية والمكسيكية والإسرائيلية والتايلاندية والوجبات الجاهزة ومطاعم ستيك هاوس وغيرها)، وأكثر من عشرين كنيسًا وخمسة مكفاه. توجد مجتمعات يهودية أخرى في جنوب كاليفورنيا من مختلف الطوائف والجنسيات في مقاطعة أورانج، مقاطعة ريفرسايد (خاصة وادي كوتشيلا مع مدينة المنتجع بالم سبرينغز) وسان دييغو.[بحاجة لمصدر] اعتبارًا من عام 2020، قُدر عدد اليهود المقيمين في مقاطعة أورانج بحوالي 87000 يهودي.

## التركيبة السكانية
وفقًا لدراسة أجرتها مؤسسة بيو للأبحاث عام 2007، قيل إن السكان اليهود في لوس أنجلوس هم الأكثر تنوعًا عرقيًا في أمريكا الشمالية؛ مع 8 ٪ من العرق المختلط و 7 ٪ من أصل لاتيني أو لاتيني. شكل الطلاب اليهود 4 ٪ من هيئة الطلاب في منطقة مدارس لوس أنجلوس الموحدة في عام 2007. كان لدى لوس أنجلوس أيضًا أعلى نسبة من أتباع اليهودية التعميرية في الأمة، والذين قُدر عددهم بـ 7 ٪ من المجتمع اليهودي المحلي.

## سياسة

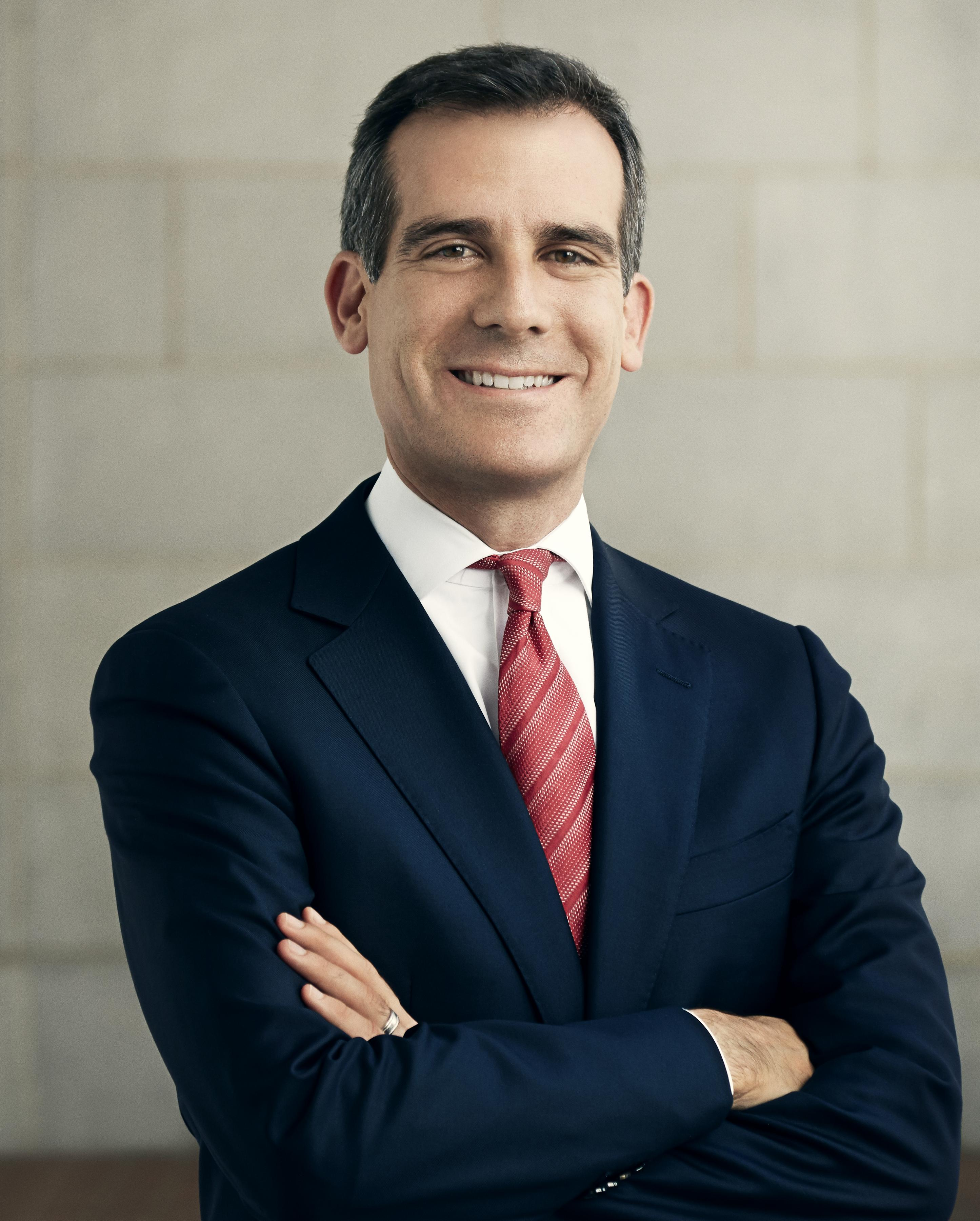
إريك غارسيتي، رئيس بلدية لوس أنجلوس الحالي وأول يهودي منتخب.

عادة ما يصوت الناخبون اليهود لصالح المرشحين أو القضايا الليبرالية سياسياً، لكنهم قد يصوتون بشكل مختلف من أجل حماية مصالحهم / قضاياهم. بحلول عام 2008، شكل اليهود حوالي 33٪ من الناخبين البيض في لوس أنجلوس، بينما شكلوا في عام 1993 25٪ من أصوات البيض. يميل الناخبون اليهود في وادي سان فرناندو إلى أن يكونوا أكثر تحفظًا من الناحية السياسية بينما يميل أولئك الموجودون في لوس أنجلوس ويستسايد إلى أن يكونوا أكثر ليبرالية. يدعم اليهود في كلا المنطقتين الحزب الديمقراطي إلى حد كبير. اليهود يصوتون لصالح المهاجرين. كتب رافائيل ج. سونينشين، في «دور المجتمع اليهودي في سياسة لوس أنجلوس»، أن الجالية اليهودية كان لها تأثير كبير في سياسات لوس أنجلوس على الرغم من أنها تشكل نسبيًا جزءًا صغيرًا من سكان المدينة.

## تاريخ
في السبعينيات من القرن الماضي، كان يهود ويستسايد يؤيدون إلغاء الفصل العنصري في منطقة المدارس الموحدة في لوس أنجلوس (LAUSD) بينما عارضها أولئك الموجودون في وادي سان فرناندو. في العصور السابقة، شكل اليهود والسود ائتلافًا سياسيًا على الرغم من تراجع هذا التحالف لاحقًا بعد تنحي توم برادلي من منصبه كرئيس بلدية لوس أنجلوس. في ذلك العام تم تقسيم الأصوات اليهودية بين مرشحي رئاسة البلدية ريتشارد ريوردان ومايك وو. عارض اليهود الاقتراح 187، الذي صدر عام 1994. في عام 1997، أيد 80٪ من اليهود السندات المدرسية الخاصة بلوس أنجلوس مقابل الدولار الأميركي، والتي كانت في ذلك الحين أكبر رابطة في التاريخ. و 71٪ من اليهود أيدوا ريوردان ضد توم هايدن. دعم اليهود أنطونيو فيلاريغوسا كرئيس بلدية لوس أنجلوس في الانتخابات التمهيدية لعام 2001؛ بينما كان لديه هامش ضئيل مع يهود ويستسايد في جولة الإعادة عام 2001، ذهب التصويت اليهودي إلى جيمس هان. ومع ذلك، حصل فيلاريغوسا على معظم الأصوات اليهودية في انتخابات 2005.

## وسائط

### فيلم
في الآونة الأخيرة، أصبح دور اليهود في هوليوود أقل أهمية، لكن اليهود الأفراد لا يزالون قادة في هذه الصناعة.

### التلفاز
لوس أنجلوس هي موطن لإحدى قناتين تلفزيونيتين يهوديتين فقط، تلفزيون الحياة اليهودية الذي يبث في جميع أنحاء العالم من استوديو في شيرمان أوكس. بالإضافة إلى ذلك، تقدم قناة JBS التلفزيونية اليهودية التي تبث من نيويورك خدمات أسبوعية يوم السبت من معبد سيناء في ويستوود. تُنقَل كلتا القناتين بواسطة موفري الكابلات المحليين.

### مطبعة
المجلة اليهودية في لوس أنجلوس الكبرى هي نشرة يهودية محلية تشتهر بمقابلاتها مع مشاهير يهود وشخصيات مهمة في المجتمع اليهودي في لوس أنجلوس؛ بالإضافة إلى سماته في الثقافة والأحداث اليهودية المحلية بالإضافة إلى التغطية الإخبارية للأحداث التي تؤثر على المجتمع بالإضافة إلى مناطق أخرى من الشتات وفي إسرائيل. على الرغم من كونها مطبوعة صغيرة فقد اجريت مقابلات مع العديد من المشاهير اليهود في المجلة. وقد أدت أهميتها الثقافية في المجتمع إلى نشر وتصوير تقاريرها في أفلام مثل فلم This Is 40، من بين أفلام أخرى. صحيفة اليهود هي أكبر منشور يهودي خارج إسرائيل، وتوزع في جميع أنحاء أمريكا الشمالية. في سبتمبر 2020، أعلنت صحيفة اليهود عن التعليق المؤقت للنسخة المطبوعة من المنشور بسبب الآثار الاقتصادية لوباء COVID-19 المستجد، حيث تحولت إلى مطبوعة على الإنترنت فقط في الوقت الحالي. يوجد عدد من المجلات والصحف والمجلات والمجلات اليهودية الأخرى في منطقة لوس أنجلوس الكبرى. تُطبع هذه المنشورات بعدد من اللغات التي يتحدث بها المجتمع اليهودي المحلي بما في ذلك على سبيل المثال لا الحصر الإنجليزية والعبرية والفارسية واليديشية والفرنسية والإسبانية ولادينو وغيرها. تنشر البيت اليهودي لوس انجليس الصحف الأسبوعية المحلية الخاصة بها لسكانها للاطلاع عليها.

### إذاعة
جنوب كاليفورنيا هي موطن لمحطة إذاعية يهودية واحدة. كول هانشاما هي محطة إذاعية يهودية تبث على مدار 24 ساعة في اليوم من كنيس عطريت إسرائيل في حي بيكو روبرتسون في لوس أنجلوس. بالإضافة إلى كول هانشاما، أعادت بعض المحطات المحلية بث إذاعة الجيش الإسرائيلي، لتخدم أيضًا عددًا كبيرًا من السكان الإسرائيليين الأمريكيين في المدينة.

## أطباق
عندما انتقل اليهود إلى لوس أنجلوس، أسس العديد منهم مطاعم شهية. بحلول عام 2013، تم إغلاق العديد من الوجبات الجاهزة بسبب تقادم قواعد عملائها وخيارات تناول الطعام المنشأة حديثًا والقضايا الاقتصادية.

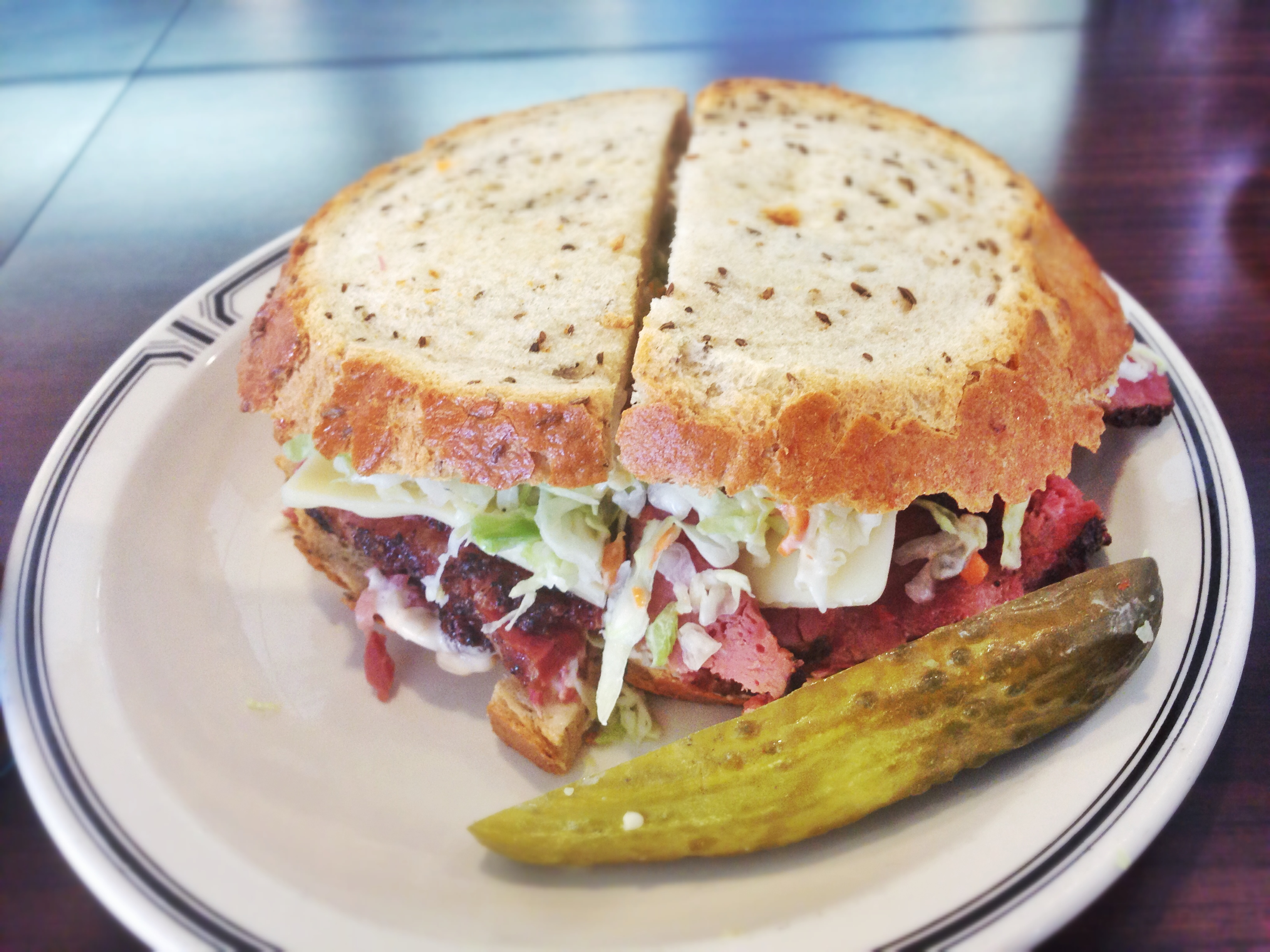
ساندويتش رقم 19 من لانجر ديلي، ويتكون من بسطرمة، وسلطة كول سلو، وجبنة سويسرية، وصلصة روسية تقدم على خبز الجاودار اليهودي المخبوز مرتين، وتقدم مع مخلل رمح

يشبه المطبخ اليهودي في لوس أنجلوس مطبخ نيويورك حتى أواخر القرن العشرين، عندما تم افتتاح المزيد من المطاعم التي تقدم المأكولات اليهودية الفارسية والإسرائيلية، من بين أمور أخرى. أدت تأثيرات هذه المأكولات، بالإضافة إلى مطبخ كاليفورنيا، وحركة الطعام العضوي، والمنتجات المحلية الوفيرة إلى خلق مطبخ يهودي فريد من نوعه في لوس أنجلوس. هناك أيضًا العديد من مطاعم الكوشرمنتشرة في لوس أنجلوس التي تقدم المأكولات اليهودية والفارسية والإسرائيلية والمغربية واليمنية والصينية والهندية والمكسيكية وغيرها.
تشمل المطاعم اليهودية البارزة في لوس أنجلوس ما يلي:
- الرهيفة كانتر
- مشهيات لانجر
- ويكسلر ديلي
- بافل
- درب التبانة، مطعم ألبان كوشر في بيفرلي جروف أسسته ليا أدلر، ويملكها ستيفن سبيلبرغ
- ويسترن بيغل
- مخبز بيبي
- مطعم ومخبز حريصا - بيكو روبرتسون
- بيفرلي هيلز كوشير تاي
- مصنع جيف جورميه للسجق - بيكو روبرتسون

## تعليم

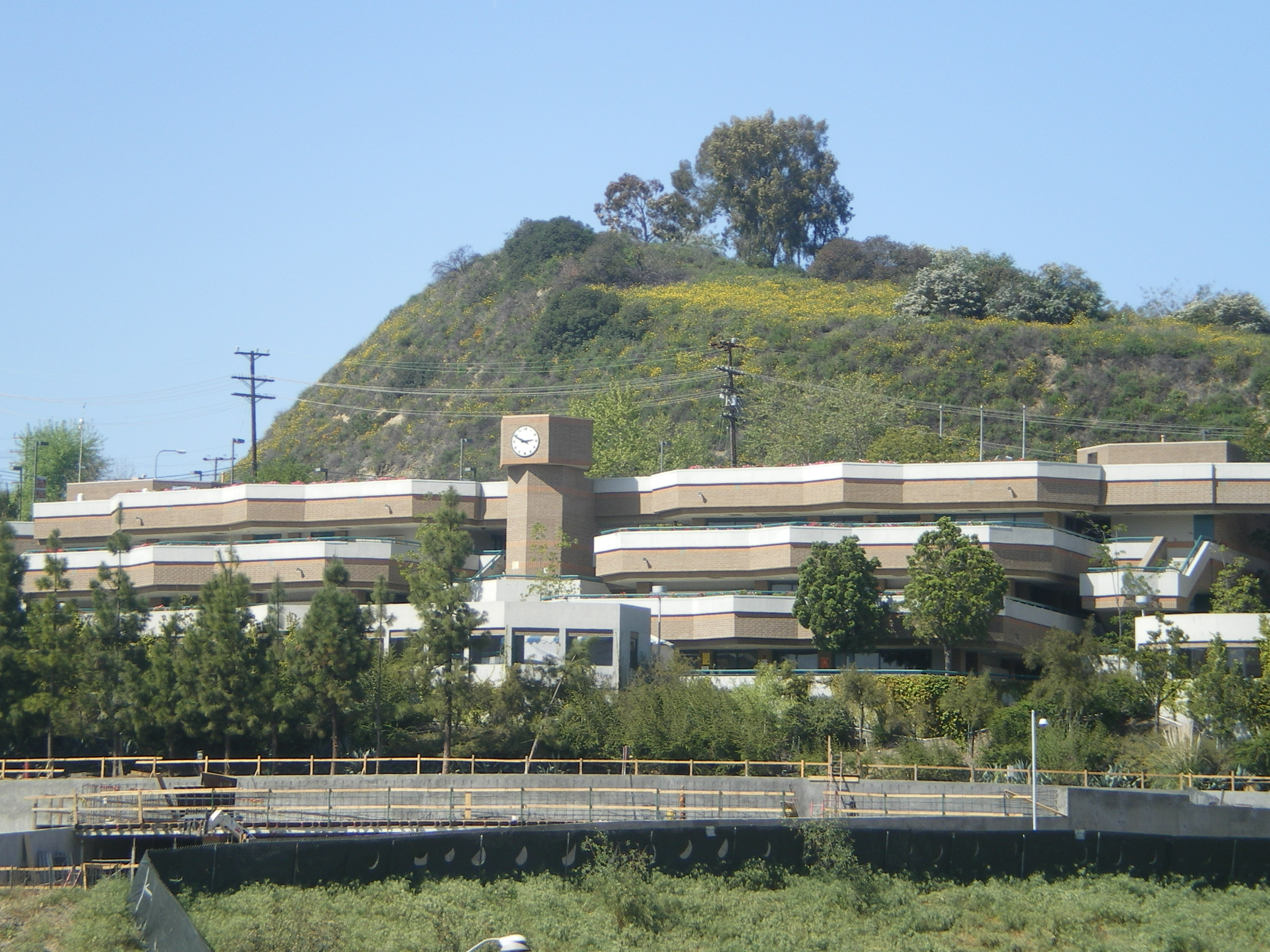
مدرسة Milken Community الثانويةl

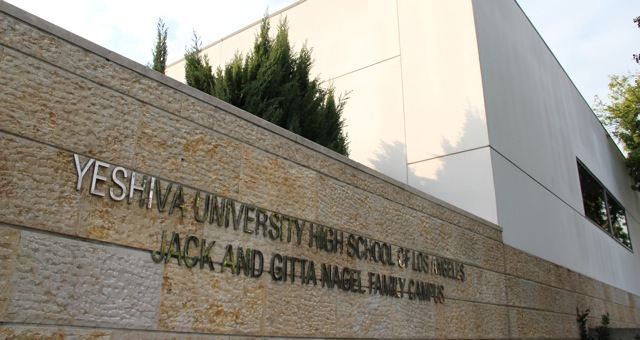
مدرسة يشيفا الثانوية للبنين

تقع مدرسة Milken Community الثانوية في بيل إير. توجد في منطقة فيرفاكس عدة مدارس يهودية أرثوذكسية. يشيفا راف إسحاقون / توراس EMES الأكاديمية هو مدرسة للحريديم ذات مبان منفصلة للبنين والبنات مراحلها K-8. لوس انجليس ميسيفتا هو الحسيدية يشيفا التي هي بمثابة إعداد ل الكوليل. يشيفا جدولاه لوس انجليس هو لكل الأولاد ليتفيش الحريديم يشيفا كذلك يخدم في المقام الأول تحضيراً لدراسة يشيفا المستوى العالي والكوليل. بايس ياكوف من لوس أنجلوس هي مدرسة ثانوية حريدية للبنات فقط تقدم دراسات علمانية وإعداد جامعي بالإضافة إلى الدراسات الدينية. بونس دفورا المدرسة الثانوية هي مدرسة حسيدية صغيرة جداً للبنات فقط. أكاديمية يافنيه العبرية هي مدرسة أرثوذكسية حديثة من الروضة حتى الصف السادس.
توجد أيضًا مدرستان يهوديتان أرثوذكسيتان في بيكو روبرتسون. مدارس يشيفا الثانوية في لوس أنجلوس هي مدارس أرثوذكسية حديثة ولديها حرم جامعي منفصل للبنين والبنات. ميسيفتا بيركاس يتسجوك هيالمدرسة الثانوية الحريديم للأولاد فقط تهدف إلى تقديم كل من التلمود الدراسة والدراسات العلمانية. المدارس اليهودية في وادي سان فرناندو، اعتبارًا من عام 1988، شملت مدرسة وادي توراه الثانوية، وأكاديمية إيميك العبرية، وأكاديمية أينشتاين (الصفوف 7-12) في فان نويس، ومدرسة أبراهام جوشوا هيشل النهارية (K-9) في نورثريدج، وكاديما العبرية أكاديمية (PreK-6) في وودلاند هيلز.
ينشط معهد روهر للتعلم اليهودي بالشراكة مع شاباد في جميع أنحاء لوس أنجلوس. تقع الجامعة اليهودية الأمريكية في بيل إير، لوس أنجلوس.

## سكان بارزون
- 24kGoldn (مغني راب)
- جي جي أبرامز (مخرج ومخرج)
- جرايسي أبرامز (مغني وكاتب أغاني)
- جيسون الكسندر (ممثل)
- جود أباتو (مخرج)
- آلان أركين (ممثل)
- ايرفينغ أزوف (مدير تنفيذي)
- ساشا بارون كوهين (كوميدي، ممثل، صانع أفلام)
- بيني بلانكو (مغني راب، منتج موسيقى، ممثل، طاه)
- أمير بلومنفيلد (كوميدي)
- ماكس بروكس (مؤلف، معلق)
- ميل بروكس (صانع أفلام، ممثل، ممثل كوميدي، مؤلف)
- ميكي كوهين (العصابات)
- بيلي كريستال (كوميدي)
- لاري ديفيد (ممثل وكوميدي ومنتج تلفزيوني)
- سامي ديفيس جونيور (ممثل، عضو في رات باك)
- جيمي دلشاد (عمدة بيفرلي هيلز، كاليفورنيا) [55]
- كيرك دوجلاس (ممثل)
- مايكل دوجلاس (ممثل)
- دريك (مغني راب، ممثل، منتج تلفزيوني)
- بوب ديلان (موسيقي وشاعر)
- دوغ إمهوف (محامي ترفيهي وزوج المرشحة لمنصب نائب الرئيس الديمقراطي كامالا هاريس لعام 2020)
- سوزي إيسمان (كوميدي)
- جون فافرو (كاتب وممثل وصانع أفلام وطاهي وكاتب خطابات سابق للرئيس أوباما)
- بيني فيلدشتاين (ممثلة)
- مايك فوير (محامي مدينة لوس أنجلوس)
- ايسلا فيشر (ممثلة)
- غال غادوت (الممثلة وملكة جمال إسرائيل السابقة، وجندي الجيش الإسرائيلي)
- رون جالبرين (أول مراقب مدينة لوس أنجلوس مثلي الجنس)
- جيف جارلين (ممثل، كوميدي، نجم كبح حماسك)
- جاكي غولدبرغ (سياسي)
- جيك جيلنهال (ممثل)
- ماجي جيلنهال (ممثلة)
- مارفن هير (حاخام)
- جونا هيل (ممثل)
- رشيدة جونز (ممثلة ومنتجة تلفزيونية)
- جينجي كوهان (منتج برنامج تلفزيوني)
- زوي كرافيتز (ممثلة)
- نيك كرول (ممثل، كوميدي، كاتب مسرحي)
- نورمان لير (عرض)
- دان ليفي (ممثل وكوميدي)
- يوجين ليفي (ممثل وكوميدي)
- جين ليفي (ممثل)
- جيري لويس (ممثل، كوميدي)
- ريتشارد لويس (ممثل، كوميدي)
- ليل ديكي (مغني راب، كوميدي، عارض أزياء)
- مايكل ميلكن (ممول)
- دانيال بيرل (صحفي) - إنسينو
- يهودا بيرل (الأستاذ ووالد دانيال بيرل)
- ناتالي بورتمان (ممثلة)
- روب راينر (ممثل ومخرج)
- سومنر ريدستون (تنفيذي)
- شاري ريدستون (تنفيذي)
- سيث روجن (كوميدي، مخرج أفلام)
- فيل روزنتال (منتج ومقدم برامج تلفزيونية)
- مايا رودولف (كوميدي، ممثلة، صانعة أفلام، عضو سابق في فريق SNL)
- آدم ساندلر (ممثل وكوميدي وموسيقي ومؤلف)
- آدم شيف (عضو الكونجرس الديمقراطي)
- إليزا شليزنجر (كوميدي)
- روبرت شابيرو (محامٍ ورجل أعمال بارز)
- جيف شل (تنفيذي)
- براد شيرمان (عضو الكونجرس الديمقراطي)
- بولي شور (ممثل وكوميدي)
- سارة سيلفرمان (ممثل وكوميدي)
- باربرا سترايسند (مغنية وكاتبة أغاني وممثلة ومخرجة ومؤلفة ومخرجة أفلام حائزة على جوائز)
- ريبيكا شوجر (رسامة رسوم متحركة، مبتكر Steven Universe)
- آلان إي ويلنر
- تسفي ديرشويتز (الحاخام- معبد سيناء)
- إريك غارسيتي (عمدة لوس أنجلوس)
- ستيفن سبيلبرغ (منتج فيلم)
- هنري واكسمان (عضو الكونغرس الديمقراطي السابق)
- زيف ياروسلافسكي (سياسي)

### استشهاد عام
- جوروك ، جيفري س.التاريخ اليهودي الأمريكي: الحقبة الاستعمارية والوطنية المبكرة ، 1654-1840، المجلد الأول . تايلور وفرانسيس ، 1998.(ردمك 0415919258) ، 9780415919258.
- سونشين ، رافائيل ج. «دور المجتمع اليهودي في سياسة لوس أنجلوس: من برادلي إلى فيلارايجوسا». جنوب كاليفورنيا الفصلية ، المجلد. 90، رقم 2 (صيف 2008)، ص. 189 - 205. متاح في JSTOR .
  - في الأصل ورقة قدمت في 13 نوفمبر 2005 في مؤتمر «اليهودية لوس أنجلوس - آنذاك والآن» في مركز الدراسات اليهودية في متحف أوتري ؛ تمت مراجعته للنشر كمقال صحفي.

## روابط خارجية
- التسلسل الزمني للتاريخ اليهودي في لوس أنجلوس نسخة محفوظة 25 فبراير 2017 على موقع واي باك مشين.
- الاتحاد اليهودي في لوس أنجلوس الكبرى
- مجلة جيويش هوم لوس انجليس
- الاتحاد اليهودي الأمريكي الإيراني
- مركز الدراسات اليهودية (CJS)، جامعة كاليفورنيا ، لوس أنجلوس
- رسم خرائط لوس أنجلوس اليهودية ، وهو مشروع تابع لـ CJS
- المجلة اليهودية